# Амазонський кораловий риф

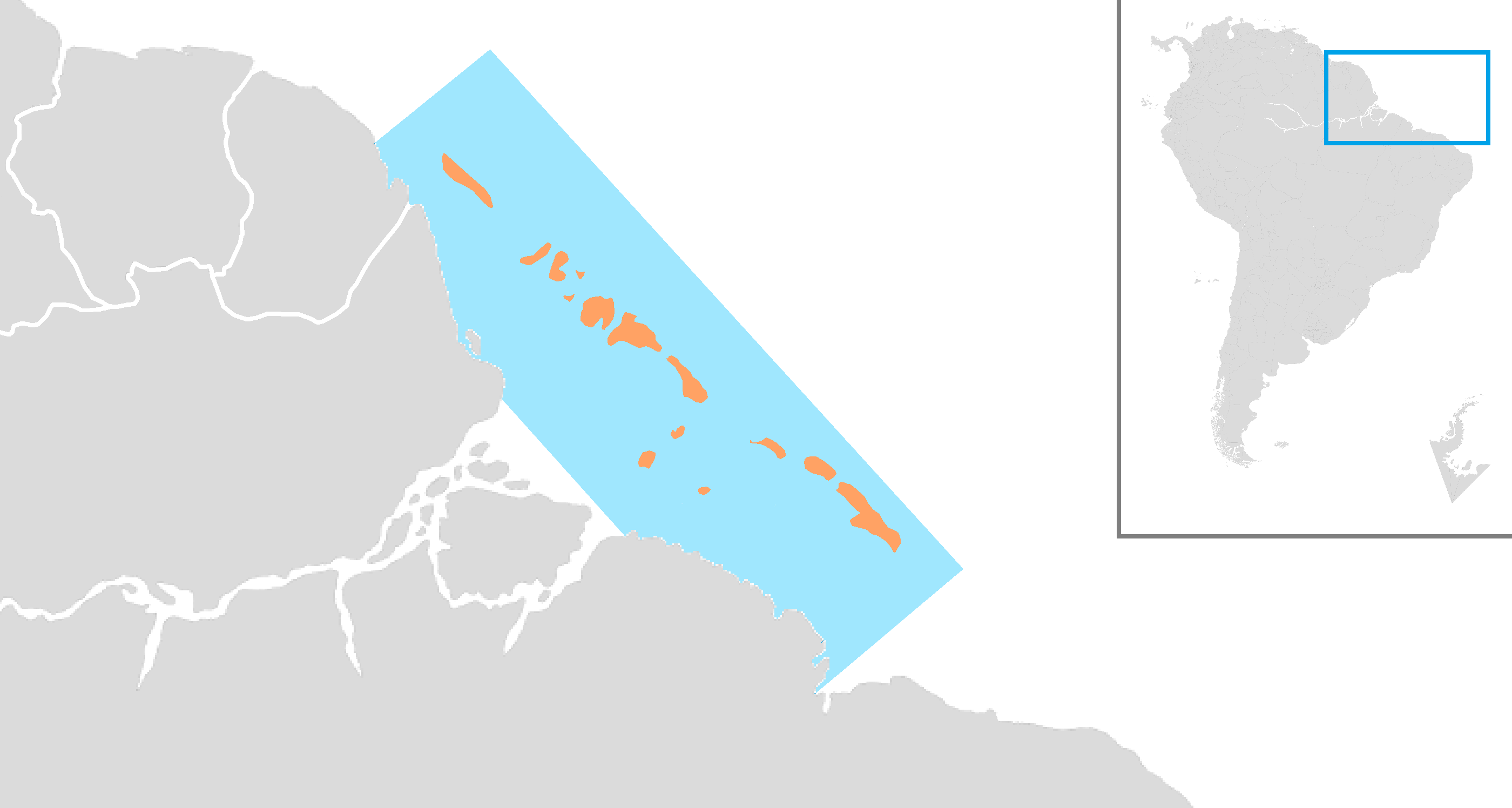
Мапа розташування Амазонського рифу, на мапі позначені Бразилія, Французька Гвіана та Суринам, основні рифові структури позначені помаранчевим кольором

Амазонський кораловий риф — розташований на території Французької Гвіани і на півночі Бразилії в гирлі річки Амазонки. Це одна з найбільших у світі рифових систем, вона займає площу в 9300 км², її протяжність — 970 км. Перші докази існування Амазонського коралового рифу були знайдені у 2012 році, у квітні 2016 було оголошено про відкриття.
Можливість існування коралових рифів поблизу гирла Амазонки обговорюється з 1950-х рр., коли американське дослідницьке судно видобуло з дна Амазонки губку У 1977 році вперше в цьому місці спостерігали рифову рибу, а в 1999 році були знайдені корали У 2012 році розпочав дослідження Університет Джорджії, — міжнародна науково-дослідницька команда «RV Atlantis». Стаття про відкриття була опублікована у квітневому номері журналу «Science Advances» за 2016 рік